# مومبانتيرو
مومبانتيرو هي بلدية (مقاطعة) تتواجد في مدينة تورينو الحضرية في المنطقة الإيطالية بيدمونت ، وتقع حوالي 50 كم غرب تورينو في Val di Susa فالدي سوسا، بالقرب من مدخل Val Cenischia و يقع جزء من المدينة على منحدرات Rocciamelone روتشياميلون.

## روابط خارجية
- الموقع الرسمي
- Pro Loco di Mompantero